# 服部彎貝介
服部彎貝介（学名：Loxoconcha hattorii）为彎貝介科彎貝介屬下的一个种。